# Regina Pena
Maria Regina Curvo Alvim Penna (Cuiabá, 1952 – Cuiabá, 20 de agosto de 2020) foi uma pintora brasileira.

## Biografia e carreira
Pena nasceu em Cuiabá em 1952. Ela era formada em psicologia. Começou a pintar profissionalmente em 1974. Nessa época, ela inscreveu três obras suas em uma exposição, sendo que uma delas foi selecionada, o que a inspirou a aprofundar seus conhecimentos artísticos. Após aperfeiçoar-se, ela teve participação em diversas exposições coletivas e individuais em Cuiabá e outros locais do Brasil, bem como Goiânia, São Paulo e Brasília.
Em 1972, foi estudar pintura e desenho no Instituto de Belas Artes no Rio de Janeiro. Recebeu orientação de Humberto Espíndola e estudou História da Arte com Aline Figueiredo, em 1974.
Pena foi dignosticada com esclerose múltipla em 2006. Mesmo quando já estava acamada há cinco anos, fazia uso de um tablet para continuar com sua produção artística. Em 2011 começou a produzir gravuras digitais e poemas. Em 2015, lançou o livro Voo Solo, com poemas e ilustrações.
Ela faleceu no dia 20 de agosto de 2020 em Cuiabá, aos 68 anos, em decorrência da esclerose múltipla.